# Mike Kennedy Sebalu
Mike Kennedy Sebalu é um político de Uganda. Ele é um ex-membro do parlamento na Assembleia Nacional de Uganda (seu distrito eleitoral sendo Busiro East), um ex-membro do Parlamento Pan-Africano da União Africana e um membro da Comunidade da África Oriental.